# 少女海賊ユーリ
『少女海賊ユーリ』（しょうじょかいぞくユーリ）はみおちづる作、永盛綾子作画の小学生4年生-5年生向きの長編小説。
童心社フォア文庫から全10巻出版された。シリーズ累計は25万部。

## 時光石
時間を支配する光の粒子・時光を結晶に閉じ込め、固めることによって作られる青、緑、赤の石。未来世界でユーリと父親が作った。それらは全て合わせればどんな物にも使える永久に無くならないエネルギーが得られるはずだった。
青の時光石（ブルー・ストーン）
ユーリが所有。対象の時を止めたり、戻すことができるマイナスの時光波を放つ。
緑の時光石（グリーン・ストーン）
ボルドが所有。対象の時を進めるプラスの時光波を放ち、その光の中に入ると空間を自在に移動（ワープ）して別の場所へ行くことができる。
赤の時光石（レッド・ストーン）
二つの時光石の力をコントロールし、その力を増幅させる力を持つ。エネルギーを求めた人間達によって起きた未来世界の争いの中で大爆発し、世界の半分を吹き飛ばした。
ザリア石
宇宙から降ってきた隕石で、時光石の原石。光を当てると、青、赤、緑の時光波を出し、時光石はそれを結晶に閉じ込めて作られる。
加工されたザリア石は、月の光に透かすと少し先の未来や、違う場所の様子を映し出す。第2巻では万年嵐の影響で、月も出ていない中で未来が見えかけた。

## 舞台
リーデニア海
物語の舞台となる大海。「ライデンバード」という鳥が語り継がれており、「ユーラスティア号」の海賊旗にも描かれている。

### リーデニア海の王国・島
オーデニア国
リーデニア海一の軍事力を持つ王国。国王であるローデンは、領土を広げる為に数々の島を焼き払い、国民には重税を課していた。
ラドニア島
大船団を誇る、小さくも豊かだった島。オーデニア国によって征服された。
オラキス島
かつてユーラスティア号が悪者から助け、それ以来訪れる度に花火を上げるほど歓迎してくれる、レッドクリスタルという珍しい宝石の原産地。レッドクリスタルは、ザリア石と良く似た物質らしい。
ハート諸島
豊かな小さい島が幾つも連なってネックレスのようになっていることから｢海の宝石｣と言われている、ガラス職人の諸国。その中でもベルゼ島は随一のガラス職人が育っている。
海賊波止場
オウム諸島にある、海賊専用の波止場。オーデニアの力も及ばないほどの温かい人間が暮らしている。
ここでの掟は｢けんかをするな｣の一つだけで、仲の悪い海賊の船長同士が席を並べて食事をするのはここだけである。
氷の王国
リーデニア海の北方に位置する、「万年氷」の上にできた王国。

## キャラクター

### 各巻に必ず登場しているキャラクター
ユーリ
主人公。見た目は十五、六歳程の青い目の美少女だが、｢弱きを助け、強きを挫く｣伝説の海賊船・ユーラスティア号の船長。小麦色の長い髪をサイドテールの三つ編みにし、赤を基調とした服に青いマントを合わせている風貌が特徴。剣の名手で、その腕前と航海術はリーデニア海一と言われ、直接会ったことや見たことがなくても名前を知らない者はいない。
その正体は、未来世界に暮らしていた天才科学者。十三歳で大学を卒業した後、天才と言われた科学者の父親と、幼馴染のカイルと共に時光石の研究を始めた。だが、大爆発によって世界の半分が吹き飛び、その時に生じた時空の亀裂に吸い込まれて千年過去のリーデニア海に落ちて来た。父は時光石の大爆発に巻き込まれて命を落とし、母はユーリを生んですぐに他界しているため記憶にない。「どんなときもあきらめてはいけない」という父の口癖を信条にしている。
リーデニア海に来たばかりの頃は時光石を生み出したことに自分を責め続けて途方に暮れていたが、助けられた海賊船の船長・ドランの励ましで後悔するよりもこれからを考え、二度と醜い争いが起きないように時光石を壊す方法を探し求めて二百年以上も自分の時を止めて旅をしていた（第1巻のプロローグより、二百二年と五ヶ月と十日）。
時空の亀裂に吸い込まれた際に背中に傷を負い、握り締めていた"青の時光石（ブルー・ストーン）"の力を使う度に傷口は開いていき、最後にはユーリ自身の身体を八つ裂きにしてしまうという。
終盤に仲間達に心配をかけないようにゴアと二人だけで攫われたノエルを助けに行き宿敵である黒マントの男・ボルドと戦おうとしたが、洗脳されたゴアによって連れ去られ、最終巻では記憶喪失になっていた。憎み合っていたボルドの心の痛みを思い知り、正気に戻った時には今までを許し合い共に生きたく思うも叶わず、全てが終わった後、皆に見送られてカイル、ゴアと共に未来世界へ帰って行った。
ゴア
ユーリの頭脳を悪用しようとする者からユーリを護るために、ユーリの父が作らせた護衛ロボットの大男。ユーリと共にリーデニア海に落ちてきた。
人工頭脳は常にユーリを護るようにインプットされており、10トン力のパワーと、指の先に小型ロケット弾、腕にはミサイルが仕込まれており、目と耳は遠くまで見聞きできる。他に赤外線探査装置、Ⅹ線透視装置、超高周波レーダーといった機能も搭載されており、金属製の皮膚はレーザー光線をも跳ね返す。また、ユーラスティア号の船長室にある、ユーリの秘密の研究室のコンピューターの反応盤に手を置いて瞬きすると、何万桁もの計算を一瞬でこなしてデータを出すことができる。
前述の洗脳が最終巻でユーリによって解かれ、暴走した時空間調節器（フィールドコントロール）を止めるため自らを犠牲にした。機能停止の間際、「心」を知り、ユーリを護りきれて幸せだったと言い残した。
ノエル（本名：ノエリア）
ラドニア島の姫君。十二歳。ショートヘアに青い目。マリンルック風の服を着ている。オーデニア国との戦いの時、家臣グリフィスの裏切りによって、故郷と城主である｢海の勇者｣と呼ばれた父と母を失う。ラドニアの家宝である"ザリア石の指輪"を母から託されている。弟のヨハンとは離ればなれだったが、氷の大陸で再会。
ラドニア島の近くのクレタス島をうろついていた所を奴隷商人に捕まり、ピップスに売られそうになったがユーリに救われ、ユーリは魔女ばばの家に預けようとしていたが海賊波止場でオーデニア軍を率いるボルドとの騒動にあい、ユーリと時光石の秘密を知る。その後、そこに留まっていればまたオーデニアが狙ってくると考えた魔女ばばの言葉と、指輪の裏切りの凶兆を信じず、最後まで人を信じた父と同じように過去や未来のことよりも現在のユーリ自身のことを信じ、ユーラスティア号の海賊見習いになる。
平和だった頃にグリフィスから教えられた剣が得意。男勝りで負けん気が強いが、心優しい性格。
物語の終盤で「まことの幸せ」という言葉を書き残したユーリの先祖であることが判明する。
エピローグで美しい女性に成長。即位したレニーと結ばれて授かった娘に「ユーリ」と名づけ、ユーラスティア号の新しい船長となり新たな伝説を、未来へ帰ったユーリに指輪と一緒に伝えていく。
レニー（本名：ロレニオ）
五歳からユーラスティア号に乗っている海賊見習いの少年。十二歳。サラサラで色の薄い金髪に、緑色の目。顔はソバカスだらけで頭にバンダナを巻いている。食いしん坊で好奇心旺盛。マスト登りは仲間の誰にも負けず、勉強よりも工作や遊ぶことが大好きで普段は自由奔放だが、いざという時は心の強さを見せる。片付けは苦手で、自室の机は散らかり放題。
「虹の短剣」を五歳まで育てていた乳母に持たされたが、その意味も由縁も知らなかった。ローデンの死後にオーデニア国の先代の王・ラムデンの遺児だと知る。
エピローグでは王様に即位してもユーラスティア号に乗るとすぐに昔に戻ってしまい、マスト登りでビノと同着だった。
ザーナン（本名：ラディ）
イッカククジラという動物の角で作られた、ケルンという縦笛の名手である海賊見習いの少年。黒髪に黒ダイヤのような目で、中性的な顔立ち。耳が良く、泳ぎも得意。
実は、リーウィー族の長・ラドの息子だったが、幼い頃にローデン王が差し向けたオーデニア軍に襲撃され、ラドは一族を護るために戦い胸に槍を突き立てられて命を落とし、その時のショックで言葉を失った。母親・ティラにより海草に包まれてラドのケルンと共に海に流され、飢えと渇きで苦しんでいる中でユーリに救われて仲間に加わった。
後に母と再会し、終盤近くから少しずつ言葉を話せるようになっていく。
エピローグではユーラスティア号を降り、リーウィー族として海竜と来ていた。また、宝島のサラに告白する描写がある。

### 海賊船ユーラスティア号の仲間
以下のメンバーの他にも、沢山の乗組員がいることが挿絵からうかがえる。
カラザン
百一歳を過ぎた老海賊。｢予言者カラザン｣と呼ばれている。
ユーラスティア号の一番奥にある自室はきついにおいの香が焚き込められており、足は萎えていて車椅子に乗り、両目は白く濁っていて見えなくなっているが、どこか違う場所を見ているような予言は外れたことが無い。しかし、その予言の多くは不吉なものばかり。頼み事がある時は鈴を鳴らして人を呼ぶ。
頭の中にある百年以上の航海記録を書き留めることが仕事。目が見えないため、硬いペンで力強く文字を書き、それを紙の裏から指でなぞって読む。
ガラナン
片目にアイパッチをしている、銃の名手。その腕前は、飛んでいるハエも撃ち落とす。
デミル　
頭の禿げ上がった発明家。だが、その発明品は成功よりも失敗のほうが遥かに多いと言われ、よく船内の実験室で発明をしているが迷惑がられている。掛けている眼鏡は様々な工具が仕込んであり、二つのレンズを合わせて太陽の光を集めて火を起こすこともできるらしい。
ロメス
優秀な操舵手であり、剣術の達人でもある。髪が長く、顔面に傷跡がある。
ドミノス
大きなシルクハットをかぶった手品師。
風が無くて退屈にしていた時に、ユーリが気合を入れようと矢に括って放ったハンカチに包まれた金貨を、同じハンカチで中身を入れ替えた偽物にすり替えたり、さまよえる宝島の光のトリックを見破るなど、優秀な技術を持つ。
ビノ
八の字型の口髭を生やしている、槍の名人。
マルロー
鼻の赤い船医。腕は良いがかなりの大酒飲みで、いつも治療の前に味がひどく悪いが消毒や気付けに愛用しているウイスキーを一口飲む。
ポッポ
元は王宮の料理人だった、コック。愛用している包丁セットは、ロメスの剣よりも切れ味がいいのではないかと言われている。
ガーグ
心の優しい怪力の大男。白ヤギのメイヤを妹のように大事にしている。ユーラスティア号の海賊が十人がかりでもなかなか動かない帆のロープを一人で引いたり、オーデニアの襲撃で荒らされたベルゼ島の復興に、二十人分働いた。
アッカ
ザーナンの母・ティラの白いイルカ。海竜の子供を育てられる海を探すため、海に不慣れなザーナンをユーラスティア号に預けたティラが、アザラシの毛皮と一緒に置いて行った。ザーナンとは心と心の絆で結ばれている。
ヨハン
ノエルの弟。金髪のかわいい男の子。ラドニア島が征服された後、ある人物と共にオーデニアの目を盗んで逃げ回っていたが、悪者に氷の大陸へ連れて行かれ、そこでノエルと再会。ユーラスティア号の仲間になった。無邪気で純粋な性格で誰にでも笑顔で話しかける。特にレニーとは兄弟のように仲がよく、他のメンバーからも可愛がられている。

#### 作中のデミル発明品
のびる手
木とばねで出来ているマジックハンド。
ガラナンが打ち落とした矢を掴んだ時、伸びきって細くなり、矢と金貨の重さに耐え切れず折れてしまった。
へんてこなたいこ
万年嵐が治まった島で行われたガイとクリナの結婚式でザーナンのケルンと演奏して二人を祝福した。
10連発のパチンコ
海竜の海に来たオーデニア海軍との戦いで使用。
重いものらくらく持ち上げ機
修理した帆を持ち上げようとしたが、使い方を間違えて帆を破いてしまった。オーデニア国に荒らされたハート諸島のベルゼ島の復興には大活躍した。
あっというまに帆の修理機
｢重いものらくらく持ち上げ機｣で破いた帆を直そうとしたが、これ以上の余計な仕事が嫌だったガラナンによって使用を止められた。
海中めがね
長いパイプを覗いて海の中を見る道具。船から落ちたノエルとレニーの捜索で使用。
霧もくもく機
もとは霧を晴らすために作った「霧はらし機」の失敗作で、逆に霧を発生させる大きな箱。子供を北の大陸に売りつけている噂のあるピップスを罠に嵌めた。
なんでもすべーる
切り出した木材を特殊なワックスで磨いた橇の足の部分。氷の王国に上陸した後、ボートの底に取り付けて使用。
いつでもひかーる
口が曲がりくねった形のビンに入ったエッセンスを良く振って栓を抜くと火が灯り、明るく照らす。氷の王国で洞窟を進むため使用。

## 各巻のあらすじ、並びに登場している主要キャラクター
8巻以降には新しいキャラクターは登場しないため、あらすじのみを記載する。

### 第1巻：なぞの時光石
追い詰められたノエルの前に現れた伝説の海賊船ユーラスティア号。ノエルが出会ったその船長には不思議な力が……。ユーリが旅を続ける訳とは?
ボルド
未来世界で時光石の論文を書き、ユーリ達と研究していた科学者。
大学のあらゆる分野を全て一番の成績で通過した秀才だったが、ユーリ達に時光石を作らせ、政府に知らせて争いを誘発させた張本人。爆発に巻き込まれて全身に大火傷を負いながらも"緑の時光石（グリーン・ストーン）"を手にしてリーデニア海に落ちて来た。
黒いマントに身を包み、リーデニア海中で様々な卑怯な方法を使い"赤の時光石（レッド・ストーン）"を作り、ユーリの"青の時光石（ブルー・ストーン）"を奪い、全ての時間・時空を支配しようとしていた。物語の終盤、ユーリが雲つき山で作った"赤の時光石（レッド・ストーン）"を奪い、ローデン王を死に追いやった。
卑怯な手段を取り続けていたのは、過去に受けてきた仕打ちが原因だと終盤に判明する。友達だと思っていた相手に盗みの濡れ衣を着せられて両親にも見放され、いじめられて育った少年のボルドは悔しさから知識のみを信じるようになり図書館の本を全て丸暗記するほど読み尽くした。そして一番になった時、周りには誰もいなくなり心を閉ざしてしまった。大学卒業後に訪れた研究所でユーリと出会い、屈託無く接するユーリとであれば共に生きて行けると思い変わろうとしたが、ある時自分にも見せたことの無い笑顔でカイルと話している所を目撃し、嫉妬と憎しみから再び心を閉ざした。
最終巻で、憎み合っていたユーリが記憶喪失になったために偽の記憶を植えつけてパートナーにしようと考えて気遣うようになり、記憶が戻った後、世界を統べる力を前にして自分が一番求めていたのはそんな力を得ることではなく、誰かに認めて欲しかっただけで差し伸べる手を払いのけていたことに気付き、ユーリと和解して共に手を取り生きようとしたが、副官の裏切りで暴走した時空間調節器（フィールドコントロール）を止めるため燃え盛るコクピットに乗り込み、炎の中で開いた時空の亀裂に消えて行った。三つの時光石はその際に砕け散った。
ローデン
オーデニア国・第19代目の国王。野心が強く国民に重い税金をかけ、永遠に王であるために不老不死を得ようと人魚狩りをしたり、海竜の心臓を獲って来るように命じた。また、不老不死の噂があるユーリを捕まえて秘密を聞き出そうと考えていた。
後に将軍になっていたボルドにより追放され「ロード」と名乗り、レニーに連れられてユーラスティア号に乗り込み国を離れる。その後、雲つき山の山頂でクリスタル・コンバートマシーンの光を浴びてクリスタルとなり、クリスタル化した山の崩壊に巻き込まれた。クリスタルになる直前、今までに犯した罪深さを思い知り、虹の短剣を持っていたレニーを兄王ラムデンの遺児と悟りオーデニア国を譲り渡した。その際、誰にも見せたことのない笑顔を見せた。
ラムデン
描写は第8巻のオーデニア王家継承図。
オーデニア国・第18代目の国王。故人。武芸に長け、王様ぶらない慈悲深く優しい性格で両親や周りの人から絶大な支持を得ていたが、いつも比べられて妬んでいたローデンにより、妻を亡くしたすぐ後にワインに毒を盛られて暗殺された。
レノーラ
描写は第8巻のオーデニア王家継承図。
ラムデンの妻。故人。大臣の娘で、ラムデンと愛し合って結婚したが、世継ぎの王子の難産で死亡。
タットン
オーデニア国に仕える将軍で、海軍を無敵艦隊に育て上げた歴戦の勇士。
亡き先代の国王、ラムデンに心からの忠誠を誓っていた。ローデンの行いを正しく思っていないが、立場上逆らえずにいた。
ユーリと初めて出会った時、ラムデンと同じ理想に心を動かされ、海竜が沈んだ後、国に帰ってローデンに進言したが反逆と見なされて投獄される。レノーラの乳母、クロエから死産と思っていた王子が生きていると聞き脱走。「ダルトン」と名前を変えて船を探し回り、ユーラスティア号のレニーが王子だと悟る。
ローデンの死後、レニーにその場で自分の兵士達と共に永遠の忠誠を誓った。
ピップス
ローデンの代にのし上がったオーデニア国の大商人。でっぷりと太った、金のためならばどんな汚い商売にも手を染めるあくどい男。
かつて奴隷売買をユーリに制裁され、二度としないと誓って命は助けられていたが再び行い、もう一度誓いその証に口髭を剣でそぎ落とされた。
他に、海竜の心臓の懸賞金のうちの一部の金を自分のものにしようとした企みがタットンに暴かれたり、氷の大陸の宝石・氷真珠と幼い金髪の男の子を交換していた。
魔女ばば
本名は不明。海賊波止場に暮らす呪い師の老婆。リーデニア海でユーリの秘密を知る人物の一人。
初めてユーリと出会ったのは十歳の時で、以来七十年の付き合いがあり、ユーリが連れてきた身寄りのない子供を引き取って大事に育てている。
師匠の時代からユーリの背中の傷を完全に治すことはできないが、進行を弱める塗り薬を作っている。
最終巻では、連れ去られたユーリの背中の傷を治す目的でボルドに攫われた。
ルダ
魔女ばばの家で暮らす幼い巻き毛の男の子。無邪気で、いつもユーリのひざの上を占領してしまう。
レナ
魔女ばばの家で暮らす女の子。人形やルダの服を作った。
セディ
幼い頃に戦争で故郷と家族を失い焼け野原で一人泣いていた時、ユーリに救われた少年。その後、海賊波止場の魔女ばばに育てられて大きくなり、初めての暮らしには不安を抱いていたがユーリから貰ったガラス球の星のような光の美しさに元気付けられたことから、人を幸せにできる作品を作りたいと思いハート諸島・ベルゼ島のガラス職人に弟子入りした。初めて作ったガラス細工を、魔女ばばと一緒に育った家族、そしてユーリに送る。
将軍となったボルドの命令でハート諸島に襲撃してきたオーデニア軍を相手に、ユーリ、ノエルと共に戦った。

### 第2巻：時のとまった島
愛する人のため、何度難破しても西の海へとむかう老人。ユーリたちは老人とともに恐ろしい嵐の中へ。その先で待っていた偽のユーラスティア号の正体は!?
ガイ
自分の結婚式の服を買いに島の外へ出たが、その後に生じた万年嵐により故郷に五十年も帰れずにいた船乗り。他人から変人呼ばわりされても故郷とそこに残してきた婚約者を一途に思い続けていた。
ユーラスティア号に助けられて嵐を抜け、島でレッドクリスタルで"赤の時光石（レッド・ストーン）"を開発していたボルドの"緑の時光石（グリーン・ストーン）"の光を浴びて死にかけたが、ユーリの"青の時光石（ブルー・ストーン）"の力でかつての青年の姿に戻り一命を取り留め、クリナと結婚した。
クリナ
ユーリとよく似た容姿の女性。違いは緑色の目と頬のほくろ。ガイの婚約者。
万年嵐で時が止まった島を元に戻すため、ボルドの命令に従い偽のユーラスティア号で島の外へ行き、オラキス島のレッドクリスタルを奪った。最後にはボルドの行いに我慢ができなくなり、抵抗しようとした。
カイル
初登場時は声のみ。
未来世界でユーリとユーリの父と共に時光石の研究をしていた科学者の青年。切れ長のエメラルド色の目が特徴。
氷の大陸でユーリの"青の時光石（ブルー・ストーン）"とノエルの"ザリア石の指輪"が合わさって力を増した時に起きた時空のトンネルからトリップし、爆発の後ユーリの父が握り締めていた"赤の時光石（レッド・ストーン）"の欠片を渡し、その後に爆発から3年も経っていない未来世界から、白いマントに身を包んでリーデニア海に現れ、ボルドに攫われてラドニア島に監禁されたノエルを助ける。最終巻でユーリ達と未来世界へ帰って行った。

### 第3巻：海竜のなみだ
ザーナンがまっすぐに見つめるのは、怪物が棲み、人魚が船を難破させるという恐ろしい海竜の海。そこで、ユーリたちはザーナンの過去を知ることに……。
オーガム
百人の手下を抱える、「あばれドクロ号」の船長である｢あばれ海賊｣。
海賊波止場でノエルと言い合いになっていた際、ユーリにズボンのベルトを剣で切られ、凛としたユーリの立ち振る舞いと可憐さから一目惚れした。海竜の心臓を取ろうとして刺激し、船を沈められた。その後、海竜を護っていたティラから命の大事さを教えられる。
後に母親と共に登場。小さなボートの｢あばれドクロ二世号｣で宝島を探しに行く。
ティラ
海の一族・リーウィー族の現在の族長。海草の服を纏った美女。
オーデニアの人魚狩りで首筋を槍で突かれるが海深く潜って生き延び、夫ラドの死後に長を継ぎ、海竜の心臓を狙って｢魔の海域｣に来た船から海竜を護るためにケルンの音色と美しい歌声で船を誘い、岩にぶつけて沈めていた。ユーラスティア号が魔の海域に来た時に息子のザーナンと再会した（その時は本名の｢ラディ｣と呼んでいた）。オーデニア海軍との戦いの後、海に不慣れなザーナンをユーラスティア号に預け、海竜の子供を育てられる海を探す旅に出た。
最終巻では成長した海竜と共にリーウィー族のイルカを使いボルドに連れ去られたユーリの行方を探し、その時は｢ザーナン｣と呼んだ。
シスル・パンナ
海に落ちた巨大なザリア石の隕石の時光波を浴びながら推定一万年の時を生きた太古の恐竜・ディノプロノスリュウの生き残り。リーデニア海では伝説の海竜と言われている。
名前の意味は｢偉大な姉妹｣。リーウィー族と共に暮らし、護られながら卵を温めていたが、心臓を狙って来たオーデニア海軍により砲撃され、生まれた海竜の子供に口付けをして海に沈んだ。

### 第4巻：天使のいのり
「《光の魔術師》は連れ去られる!」カラザンの予言に導かれて、ユーリたちはハート諸島へ。そこには、かつてユーリが助けた少年セディがいるはずだったが……。
ゲルト
ハート諸島・ベルゼ島随一の｢光の魔術師｣と言われているガラス職人。セディの師匠。
その手で入れたガラスカットは、セディがユーリを模って作ったガラス像をまるで光で出来ているかのように美しく仕上げたり、オーデニアが荒らした島の惨状を故郷と重ねて動揺したノエルを元気付けようとセディが渡したガラスの白鳥は、光を当てるとその中に光の白鳥が現れる。その腕前から時光を結晶の中に閉じ込めることを企んでいたボルドに捕まり、巨大なレッドクリスタルの球にカットを施し、その中に一生に一つの傑作である｢光の天使｣を生み出した。
ボルドとの戦いの後、剣で戦ったセディにかつて自分が同じように戦い、家を燃やされて大切な妻子を失い、残ったのは腕に負った火傷の痕だけだった過去を話し、二度と剣を使わず醜いものには美しいもので戦うと教えた。

### 第5巻：黒いゆうれい船
200年以上も前の古い航海日誌。そこには、ユーリがゴアといっしょに未来世界から落ちてきたときのことが書かれていた。驚くノエルの前にゆうれい船が……!?
ドラン
ユーリとゴアがリーデニア海に落ちてきた時に助けた、二十五、六歳ぐらいの、海賊船｢エレノア号｣の船長。当時、剣の腕と海の知識はリーデニア海一と言われていた。
無実の殺人罪で投獄されしばり首を言い渡されるが脱走し、潜り込んだ海賊船の船長の信頼を得て海賊の一員になり、船長の死後に後を受け継いだ。
恋人のエレノアが人買いに売られたという噂を聞いて各地を探し回ったが、ある時エレノアが最後に乗せられた奴隷船ごと嵐の海に沈んだと知り、元々陽気だった感情を悲しみで封じ込め船を真っ黒に塗りたくり、リーデニア海中をまるで幽霊船のようにさまよいながらエレノアを苦しめた者を皆殺しにしていた。
未来世界から来たばかりの頃のユーリに自分を重ねて励まし、立ち直らせたことで自分自身を立ち直らせ、ユーリをエレノア号の仲間にして剣と航海術を教える。
ユーリの時光石の影響を受けながら百三十年以上の時を生きて病に倒れ、最後の一年を海賊見習いの少年だったカラザンに看病された。日誌の最後に、「役目を終えるエレノア号と共に海に沈めてほしい」と書き残し、新しい船長になるユーリにユーラスティア号を託した。
ヌーボ
ドランの幼馴染で、エレノア号の海賊の一人。
昔から背中が曲がっているためにいじめられていたが、その度ドランに助けられているため、絶対の信頼を持っている。酒を盗んだ罪でドランと同じ監獄に捕まったが共に脱走し、その後も海賊として付き合い続けた。
ゴレス
エレノア号の船長代理。
海賊達をこき使いドランから船長の座を奪おうとしていたが、ノエルとレニーを助けにやって来た、マントで体を覆ったユーリを悪霊と思って怖じ気付き、海に飛び込む。その後、オウム諸島の港でエレノア号から降ろされた。

### 第6巻：さまよえる宝島
すべてが黄金でできているという伝説の宝島。はたしてその島はほんとうにあるのか?ユーリは時光石をこわす方法をもとめて、オーガムたちとともに出発するが……。
アマンダ
オーガムの母親。豪快で気が強く、オーガムも頭が上がらない。実家では農家を営む。野菜作りにはとても熱心で、栄養豊富な宝島の土を沢山持って帰った。
ディー
｢氷のディー｣と言われている、海賊船「海の毒ヘビ号」の冷酷非道な船長。その非情さは身内さえも奴隷に売り飛ばしたほど。
海賊波止場でノエルと言い合っている所をオーガムに抑えられた。さまよえる宝島の財宝を独占しようと企んでいたが、島を探している最中、強引に突破しようとした渦潮に飲み込まれ船が粉々になる。それでもしぶとく生き残り宝島まで流れ着くが、財宝がルナ・リリーだと知って逆上し、花を散らしたためにサルに首筋を噛み切られて死にかけたが、サラが傷口に注いだルナ・リリーのしずくで一命を取り留める。
サラ
さまよえる宝島に動物達と共に暮らす、心優しく物静かな少女。ハープの名手。
かつて重い持病を治すために父と共に宝島に来た時、病気が悪化してルナ・リリーのしずくを父に飲まされ、元気になり一命を取り留めるが、胸を病んでいた父は亡くなった。その後、しずくの力で常人より成長が遅れ、エレノアを探して宝島に来たドランとも出会っていた。

### 第7巻：指輪のちかい
金髪の子どもがあつめられているという氷の島の噂を聞き、ノエルは行方不明の弟、ヨハンを思う。その島でユーリたちが出会ったのは、なぞの老人、グリンだった。
キリナ
氷の王国を治める女王。
夫を早くに亡くし、その後すぐに自分の命より大切な一人息子のヤルシュを幼いうちに事故で失い、悲しみと絶望から現実を受け入れられずに乱心し全国でヤルシュに似た金髪で四、五歳ぐらいの男の子を島の宝である氷真珠と交換していた。後にヤルシュの死を受け入れ、氷真珠を取りすぎてやせてしまった島の復興に力を尽くす。
ギール
なめくじが這うような声で話す年老いた呪い師。
「ヤルシュが生きていて行方不明になっている」と乱心しているキリナに付け入り、裏では南方の商人から子供を買った代金を横流ししていた。城の崩壊時、一番に逃げ出したが氷の割れ目に落ちかけている所を兵士に発見され、罪滅ぼしにヒカリシンジュガイを育て、氷真珠を作る仕事をさせられる。
ロッシュ
氷の王国の護衛隊長。
誰よりも近くでヤルシュの死を目撃し、ギールの話術に惑わされているキリナに何度も進言したが受け入れられなかった。
グリン
氷の王国の護衛隊の兵士。見た目は八十歳くらいの老人だが、犬橇の扱いと剣の腕に長けている。ロッシュに進言して自らユーリ達を王宮へ連れて行った。
正体は、かつてノエル達一家を裏切り、ラドニアの滅亡を招いた家臣グリフィス。当時、事故で最愛の妻と息子を亡くし、悲しみが癒える前に現れたボルドに「ラドニアの大船団を全て沈めれば、妻と子供を生き返らせてやる」と言われ、何日も苦しみ悩んだ末に、言われた通りに大船団全てに火薬を仕掛けて一隻残らず沈めた。戦力を失い陸に上がったノエルの父に降伏を呼びかけると、父は裏切りを許し、家族を託して最後まで戦うことを選んだ。城に戻るとノエルの姿は無く、オーデニア兵に深手を負わされて胸を血で赤く染めた妃がいた。その時のグリフィスには、ヨハンを連れて逃げることしかできず、戦いの後ボルドに自分の妻子とノエル達の両親を生き返らせるよう詰め寄ったが、ボルドは"緑の時光石（グリーン・ストーン）"でグリフィスを老人にして消えた。その時に初めて利用されただけだったと気付き、取り返しがつかない過ちを犯してしまったことを後悔した。その後、ヨハンを連れてオーデニアから逃げ廻り、悪者にヨハンと共に攫われて氷の王国に連れて行かれ、ロッシュの子供をシロクマから助けたことが縁で兵士となった。剣は自前の物を使う。城の崩壊時、瓦礫からヨハンを身を挺して助け、息を引取った。死に際に今までの経緯を全てノエルに話し、遺体は毛皮に包まれて海に葬られた。

### 第8巻：剣にかがやく星
黒マントの男、ボルドがついに城から王を追い出し、動き出した。一方、ユーリたちの前にはあやしい男が。はたしてユーリはボルドより先に赤の時光石（レッド・ストーン）を作れるのか?

### 第9巻：流星の歌
赤と緑の時光石を手に入れたボルドは、ユーリをおびきよせるためにノエルを狙う。そこに現れた白いマントの男の正体は?ユーリは青の時光石（ブルー・ストーン）を守れるのか?

### 第10巻：未来へのつばさ
つれさられたユーリのため、リーデニア海中のなかまたちがあつまった!そのとき、世界を支配しようとするボルドは…。時空をこえたたびの最後にユーリがみたものは?

## 用語
主に物語の核心に迫る用語を記載。
万年嵐
ある島の火山が大噴火した時、衝撃で時空の亀裂が生じ、五十年以上も吹き荒れていた時空嵐。「その中には魔物が巣食っていて、嵐を越えようとする船を沈めてしまう」や、「中に入った者に幻惑を見せてもとの海に返してしまう」などと噂されていた。
終盤でユーリの活躍によって打ち消された。
リーウィー族
元は陸に暮らしていたが、大地震で島が割れ、海で暮らすようになった民族。大人も子供も一人ひとりにイルカが付いており、海を母、海の生物は兄弟と見ている。
かつて人魚と間違われて｢心臓を食えば不老不死が得られる｣という噂のために人魚狩りにあい、それ以来アザラシの毛皮をかぶって移動するようになった。
虹の短剣
オーデニア国の王位継承の証。虹色の光を放つその刃は柔らかい物が切れず、硬い物しか切れないという不思議なつくりになっている。ゆえに、生き物を傷つけることができない。
さまよえる宝島
西の海にあるとされる、伝説の島。その島は木も草も何もかもが黄金で出来ていて、若返りの水が流れていると伝えられ、近づくと島が逃げてしまうことから｢さまよえる宝島｣と呼ばれている。
その正体は光の屈折で見え隠れする土の島で、高ミネラルな地下水が湧き、外の世界には生息していない宝石のような生き物が暮らす島だった。
ルナ・リリー
｢さまよえる宝島｣に月食の後、月が再び現れた夜にしか咲かない花。そのしずくにはどんな怪我や病気も治す強い癒しの力があり、また、老いのスピードを弱める力がある。
ヒカリシンジュガイ
氷の王国のみに生息する二枚貝。万年氷の中に生き、夜になると身体から光を発して氷を溶かし中の太古のプランクトンの死骸を食べ、氷真珠を作る。
氷真珠
ヒカリシンジュガイが作りだした、氷の王国の宝。
クリスタル・コンバートマシーン
ユーリがリーデニア海に落ちてきた時、雲つき山という高い山の山頂に落ちてきていた、ダチョウの卵のような形をした、どんな物でもクリスタルに変えてしまう装置。未来世界で、時光を閉じ込めた結晶を固めるために使われていた。
オーデニア国では、｢なんでもクリスタルに変えてしまう卵｣として秘宝とされた。そこへ辿り着くための封印は虹の短剣がなければ開かない。
雲つき山でユーリが"赤の時光石（レッド・ストーン）"を作るために使う。
時空間調整機（フィールドコントロール）
三つの時光石の力を安定させ、ブラックホールのような空間を作り出し永久エネルギーを取り出す装置。

## 単行本
全10巻出版されており、図書館版も発売された。
通常版
1. なぞの時光石（2001年9月） ISBN 4-494-02760-X　
2. 時のとまった島（2002年6月） ISBN 4-494-02763-4
3. 海竜のなみだ（2003年3月） ISBN 4-494-02770-7
4. 天使のいのり（2004年1月） ISBN 4-494-02773-1
5. 黒いゆうれい船（2004年6月） ISBN 4-494-02776-6
6. さまよえる宝島（2004年11月） ISBN 4-494-02789-8
7. 指輪のちかい（2005年6月） ISBN 4-494-02792-8
8. 剣にかがやく星（2005年11月） ISBN 4-494-02795-2
9. 流星の歌（2006年6月） ISBN 4-494-02799-5
10. 未来へのつばさ（2007年3月） ISBN 978-4-494-02806-1

図書館版
1. なぞの時光石 ISBN 978-4-494-01352-4
2. 時のとまった島 ISBN 978-4-494-01353-1
3. 海竜のなみだ ISBN 978-4-494-01354-8
4. 天使のいのり ISBN 978-4-494-01355-5
5. 黒いゆうれい船 ISBN 978-4-494-01356-2
6. さまよえる宝島 ISBN 978-4-494-01357-9
7. 指輪のちかい ISBN  978-4-494-01358-6
8. 剣にかがやく星 ISBN 978-4-494-01359-3
9. 流星の歌 ISBN 978-4-494-01360-9
10. 未来へのつばさ ISBN 978-4-494-01361-6

- 1-5セット（2007年2月） ISBN 978-4-494-04239-5
- 6-10セット（2008年1月） ISBN 978-4-494-04276-0